# Nadja Matić
Nadja Matić (Njemačka, 20. srpnja 1990.) hrvatska je hokejašica na ledu i članica je hrvatske ženske reprezentacije.

## Vanjske poveznice
Statistika